# Марьевка (Перелюбский район)
Марьевка — село в Перелюбском районе Саратовской области. Входит в состав Иванихинского сельского поселения.

## География
Расположено на реке Каменка, в 6 км от районного центра — села Перелюб и в 304 км от города Саратова.

## История
Основано в 1899 году крестьянами-переселенцами из восьми сел Екатеринославской губернии (ныне Днепропетровская область, Украина): Александровка, Дмитриевка, Богуслав, Петропавловка, Терновка, Герцево, Троицкое и Копани.
В 1898 году крестьянам Павлоградского уезда стало известно, что в Николаевском уезде Самарской губернии купец Давид Богданович Зейферт продает землю. Переехать решили 200 дворов из восьми сел. Первые поселенцы оказались под Перелюбом в апреле 1899 года.
Село было основано напротив экономии Зейферта на берегу реки Каменки (левом притоке Камелика). Через реку был хутор Марьевский из 37 дворов (264 человека), основанный выходцами из села Марьевка под Самарой. Новый хутор получил то же название.
В 1901 году в Марьевке была открыта школа, в которой учились 40 детей, на остальных 150 детей школьного возраста не хватало средств. В 1903 году школа сгорела, и занятия прекратились.
В 1909 году купчая на землю крестьян Марьевки перешла от Таганрогского коммерческого банка к Самарскому поземельному банку. Из-за большой задолженности договор с поселенцами был расторгнут, крестьянам запретили обрабатывать землю и пасти на ней скот.
Часть крестьян уехала в Сибирь, часть переселилась в Давыдовку под Николаевском, остальные образовали 12 новых хуторов: Большой Марьевский, Малый Марьевский, Семибратовский, Куликовский, Дарькинский, Александровский, Иванихинский, Зареченский, Саврановский, Рубцовский, Тарановский, Порошкинский. Большинство из них называлось по фамилии крестьян-основателей.
Созданный в 1918 году Марьевский совет, в который вошли близлежащие хутора, взял на учет 2511 десятин земли, принадлежавшие до революции крестьянам, и еще несколько сот десятин, принадлежавших помещикам, частная собственность на землю которых была аннулирована
Известно, что после 1917 года марьевские крестьяне выращивали пшеницу, рожь, ячмень и просо.
В 1920 году в Марьевке была построена новая школа, в которой занимались 25 мальчиков и 15 девочек.
В 1921 году в селе разразился голод. Многие переселенцы вынуждены были уехать назад на Украину.
По данным сайта «Память народа», в годы Великой Отечественной войны на фронт были призваны 54 уроженца Марьевки, 28 из них не вернулись домой — погибли или пропали без вести.

## Население
В первые годы существования Марьевки в ней проживало 900 человек.
В 1919 году в селе было 57 дворов, в них проживали 337 человек. Неграмотными из них были 21 мужчина и 45 женщин.

## Инфраструктура
В сентябре 2019 года был открыт новый мост через Каменку. Старый мост каждую весну создавал ледяные заторы, из-за чего Марьевку подтапливало.
В октябре того же года в Марьевке открылся фельдшерско-акушерский пункт площадью 60 квадратных метров. СМИ сообщали, что существовавший в советское время медпункт в одном из помещений школы, закрылся много лет назад.